# Megan Lawrence
Megan Lawrence (1972) è un'attrice e cantante statunitense, nota soprattutto come interprete di musical a Broadway e Londra.
Ha recitato in numerosi musical, tra cui Les Misérables (Broadway, 1990), Grease (tour statunitense, 1994), Urinetown: The Musical (Broadway, 2001), The Pajama Game (Broadway, 2006; candidata al Tony Award alla miglior attrice non protagonista in un musical), Hair (Off Broadway, 2007 e 2008; Broadway, 2009; Londra, 2010) e Holiday Inn (Broadway, 2016).